# Nkosinathi Joyi
Nkosinathi Joyi est un boxeur sud-africain né le 1er janvier 1983

## Carrière
Passé professionnel en 2002, il devient champion d'Afrique du Sud des poids pailles le 24 avril 2004 par arrêt de l'arbitre au 1er round aux dépens de Mzikayse Foslare puis conserve à 6 reprises sa ceinture les deux années suivantes. Joyi s'empare du titre IBO de la catégorie le 4 novembre 2006 et devient champion du monde IBF le 26 mars 2010 en battant aux points Raúl García Hirales par décision unanime.
Il conserve son titre le 29 janvier 2011 après un verdict sans décision rendu au cours du 3e round à la suite d'une profonde coupure subie par son adversaire japonais Katsunari Takayama. Joyi confirme ce résultat en s'imposant cette fois aux points lors du combat revanche organisé le 30 mars 2012 mais il perd finalement sa ceinture par KO au 7e round le 1er septembre 2012 contre le mexicain Mario Rodriguez.